# 堀恭子
堀 恭子（ほり きょうこ、1982年5月8日 - ）は、元新潟総合テレビ(NST)アナウンサー。

## 人物
- 新潟県新潟市出身。
- 血液型:A型。
- 2007年4月から2013年3月まで、新潟総合テレビでアナウンサーとして活動。同期入社のアナウンサーは市野瀬瞳（中京テレビ→2020年からフリーアナウンサー）。
- 2009年9月22日付のアナウンサー日記によれば、この時点で27歳。当時NSTにて先輩だった廣川明美より年上（同学年）である。
- 好きな言葉:（君影草）すずらんのこと。
- 趣味、特技:ショッピング、旅行、写真、長電話、祖母と庭の縁側でのんびり過ごすこと。
- 信条、モットー:はじめの一歩を大切に。踏み出したらあとはあきらめない。

## 来歴
- NST時代は、『NSTスーパーニュース』の「スポーツコーナー」など、同局のスポーツ関係を担当。ちなみに、『スマイルスタジアムNST』の毎年7月に行っている「アイビス・アナウンサー・ダッシュ」[1]では、入社年度である2007年に参加して優勝している。

## 出演番組
- アルビスタジアムNST MC
- シネマスタジアム ナビゲーター担当
- TVウォッチング （交代制）
- FNNスピーク ローカルニュースキャスター（交代制）
- NSTスーパーニュース （月～金）:スポーツコーナー担当、ローカルお天気キャスター（交代制）、ローカルレポーター。（土）:ローカルニュース&お天気キャスター。
- NSTゴールデンニュース （交代制）
- イベントナビ （交代制）
- アルビスタジアムHYPER （2009年3月で終了）
- NSTニュース3:57 （交代制、2007年4月 - 2009年3月、放送終了）
- スマイルスタジアムNST (2009年4月 - 2010年3月[2])
- めざましテレビ中継（2011年8月5日「めざましライフエイドキャラバン」、東山ふれあい農業公園から中継）
- わがまま!気まま!旅気分 まるごと越後の旅 春（NST、BSフジ共に2012年4月28日放送）